# سوزانا رویز سروتی
سوزانا رویز سروتی (انگلیسی: Susana Ruiz Cerutti; ۱۸ نوامبر ۱۹۴۰ – ۲۴ ژوئن ۲۰۲۴) وکیل، حقوق‌دان و دیپلمات اهل آرژانتین بود. وی از ۲۶ مه ۱۹۸۹ تا ۸ ژوئیه ۱۹۸۹ وزیر امور خارجه این کشور بود.
سوزانا رویز سروتی در ۲۴ ژوئن ۲۰۲۴، در سن ۸۳ سالگی درگذشت.